# Dziekanów (przystanek kolejowy)
Dziekanów – dawny przystanek kolejki wąskotorowej w Dziekanowie, w gminie wiejskiej Hrubieszów, w powiecie hrubieszowskim, w województwie lubelskim.